# James Creitz

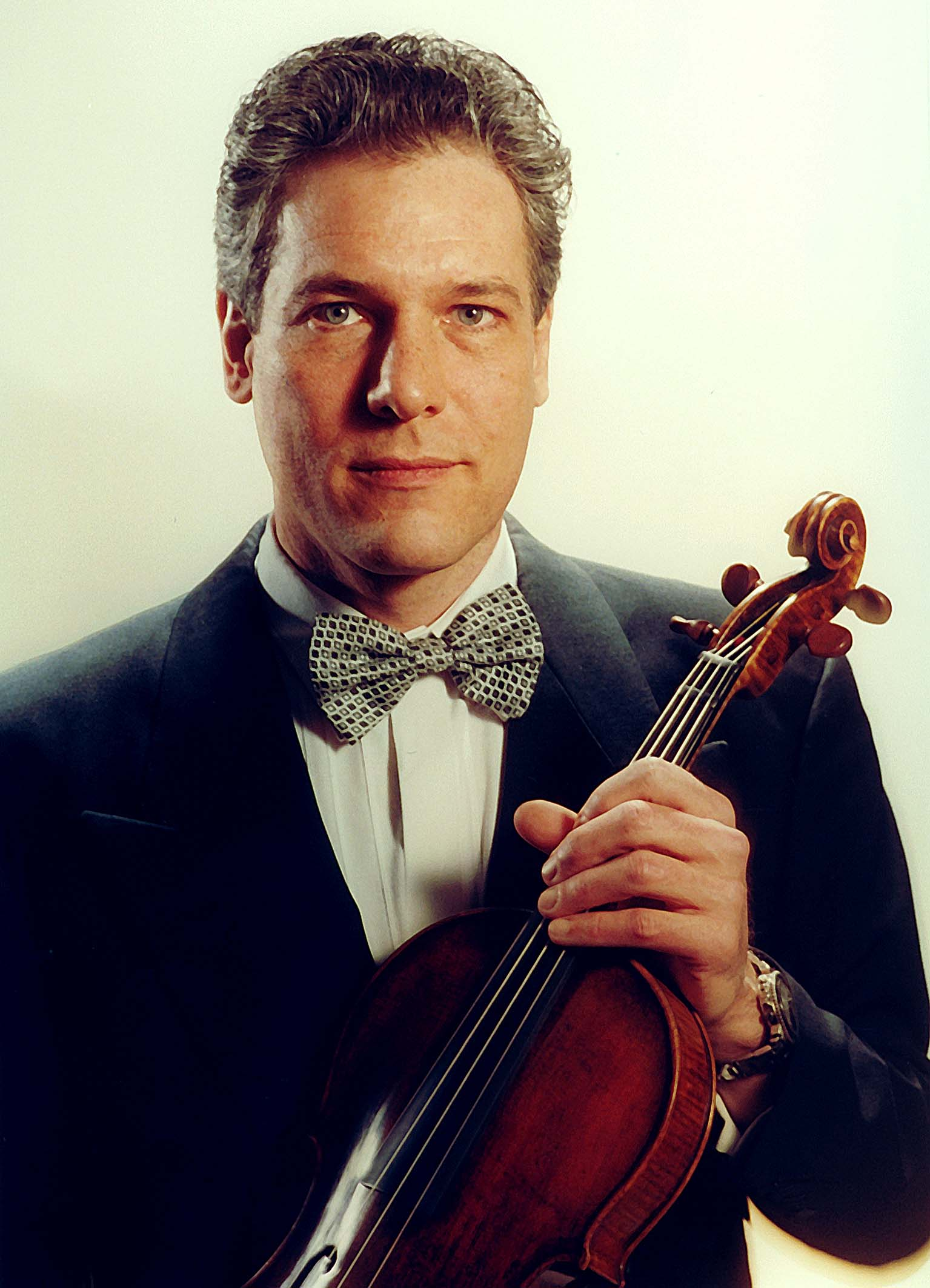
James P. H. Creitz

James Philip Harrold Creitz (* 7. April 1957 in Madison (Wisconsin)) ist ein US-amerikanischer Bratschist.

## Biografie
Creitz begann, begeistert von den Proben des Pro Arte Quartetts mit Rudolf Kolisch, mit drei Jahren Cello zu spielen.
Mit fünf Jahren gab er sein erstes Konzert. Nach dem Studium an der Yale-University und bei Bruno Giuranna arbeitete er als Bratschist.
Seine frühesten Kammermusiklehrer und zugleich seine späteren Kammermusikpartner waren Mitglieder des Guarneri-, des Pro-Arte- und Vegh-Quartetts sowie des Beaux Arts Trios. Es entstanden zwanzig Schallplatteneinspielungen. Er hatte Auftritte bei den Salzburger und den Berliner Festwochen und dem South Bank Festival mit Rostropovich, Giuranna, Yo Yo Ma, und Maria Joao Pires. Außerdem gastierte er in der Mailänder Scala, dem Sydney Opera House, der Queen Elizabeth Hall und der Suntory Hall.
Von 1983 bis 1993 war er Mitglied des Academica-Streichquartetts, womit er in Europa und den Orient konzertierte und mehrere Einspielungen machte. James Creitz gibt Meisterkurse in Italien, Spanien, Deutschland und den USA. Er ist zudem Mitglied des D'Amici String Quartet.
Seit 1991 ist James Creitz Professor an der Staatlichen Musikhochschule Trossingen, er konzertiert auf einer in 1695 in Mailand gebauten Viola von Giovanni Grancino.

## Diskographie
- George Gershwin: Classical Songs mit Roberto Porroni, Guitar
- Couleurs: Works by Britten, De Falla, Rojko, Yun mit Hugo Noth, accordeon
- Johannes Brahms: Sonatas op. 120, Scherzo FAE
- Robert Schumann: Märchenbilder op. 113 mit Tiziana Moneta, piano
- Uros Rojko: Chamber Music mit Hugo Noth, accordeon
- The Twentieth Century Viola Works by Britten, Enescu, Kodály, Penderecki, Shostakovich, and Stravinsky mit Mihail Sarbu, piano